# Streets of Rage
Streets of Rage (Bare Knuckle in Japan) is een beat 'em up uit 1991, ontwikkeld en uitgegeven door Sega exclusief voor de Sega Mega Drive als antwoord op het spel Final Fight uit 1989.

## Spel
Het spel draait om drie helden en hun poging om de stad te bevrijden van de crimineel Mr. X en zijn kwaadaardige syndicaat. De speler kan spelen als Axel Stone, Blaze Fielding, en Adam Hunter, en moet zich door acht verschillende velden heen vechten. De spelervaring verschilt van latere delen, en bevat bijvoorbeeld een aanval die alle vijanden op het scherm verslaat.

## Muziek
De muziek in het spel werd gecomponeerd door Yuzo Koshiro, en was beïnvloed door club- en dansmuziek uit de jaren 90. De muziek werd positief ontvangen in recensies.

## Spelreeks
Alle drie titels zijn uitgekomen in bundels, zoals de Sonic Gems Collection en de Sonic's Ultimate Mega Drive Collection voor de Xbox 360 en PlayStation 3. De spellen zijn ook beschikbaar gekomen voor Wii's Virtual Console, en Xbox Live Arcade.
Ondanks dat het een van de meest populaire franchises was op de Mega Drive, zijn er geen nieuwe Streets of Rage-spellen meer uitgebracht na het derde deel. Er is een poging gedaan om een Sega Saturn-versie uit te brengen, maar uiteindelijk is dit spel uitgekomen onder de titel Fighting Force zonder elementen uit de Streets of Rage-serie.

## Ontvangst
| Naam           | Platform             | Score         |
| -------------- | -------------------- | ------------- |
| AllGame        | Mega Drive           | 4/5           |
| MegaTech       | Mega Drive           | 92%           |
| Wizard         | Mega Drive           | B             |
| Hobby Consolas | Mega Drive Game Gear | 90/100 89/100 |